# Дача на Львівській, 18-А
Да́ча з каріати́дами — колишній дачний будинок на Львівській вулиці, 18-А, що на Святошині у Києві.
За визначенням дослідників, будівля — цінний зразок типових за архітектурним вирішенням київських дачних споруд.
Наказом управління охорони культурної спадщини від 2 квітня 1998 року № 15 поставлена на облік пам'яток архітектури.

## Історія
1897 року з Києво-Межигірської лісової дачі відмежували територію площею близько 250 гектар під забудову Святошинських дач. Її розділили на 450 ділянок і віддали з торгів в оренду на 99 років. На замовлення «Товариства сприяння благоустрою дачної місцевості Святошин» міський архітектор Олександр Кривошеєв і технік Олександр Хойнацький розробили 24 типи проєктів дачних будівель у стилі вілл на європейських курортах.
Дачу на ділянці сучасної Львівської вулиці, 18-А, збудували на замовлення В. Гудшон упродовж 1905—1908 років.
Близько 1922 року радянська влада націоналізувала маєток.
Станом на 2021 рік приміщення займає приватна фірма. 
Садиба № 18 розділена на дві частини. У липні 2020 року на території ділянки № 18-Б на замовлення ТОВ «Асма-Крим» розпочали будівництво 24-поверхового готельно-житлового комплексу з підземним паркінгом.

## Архітектура

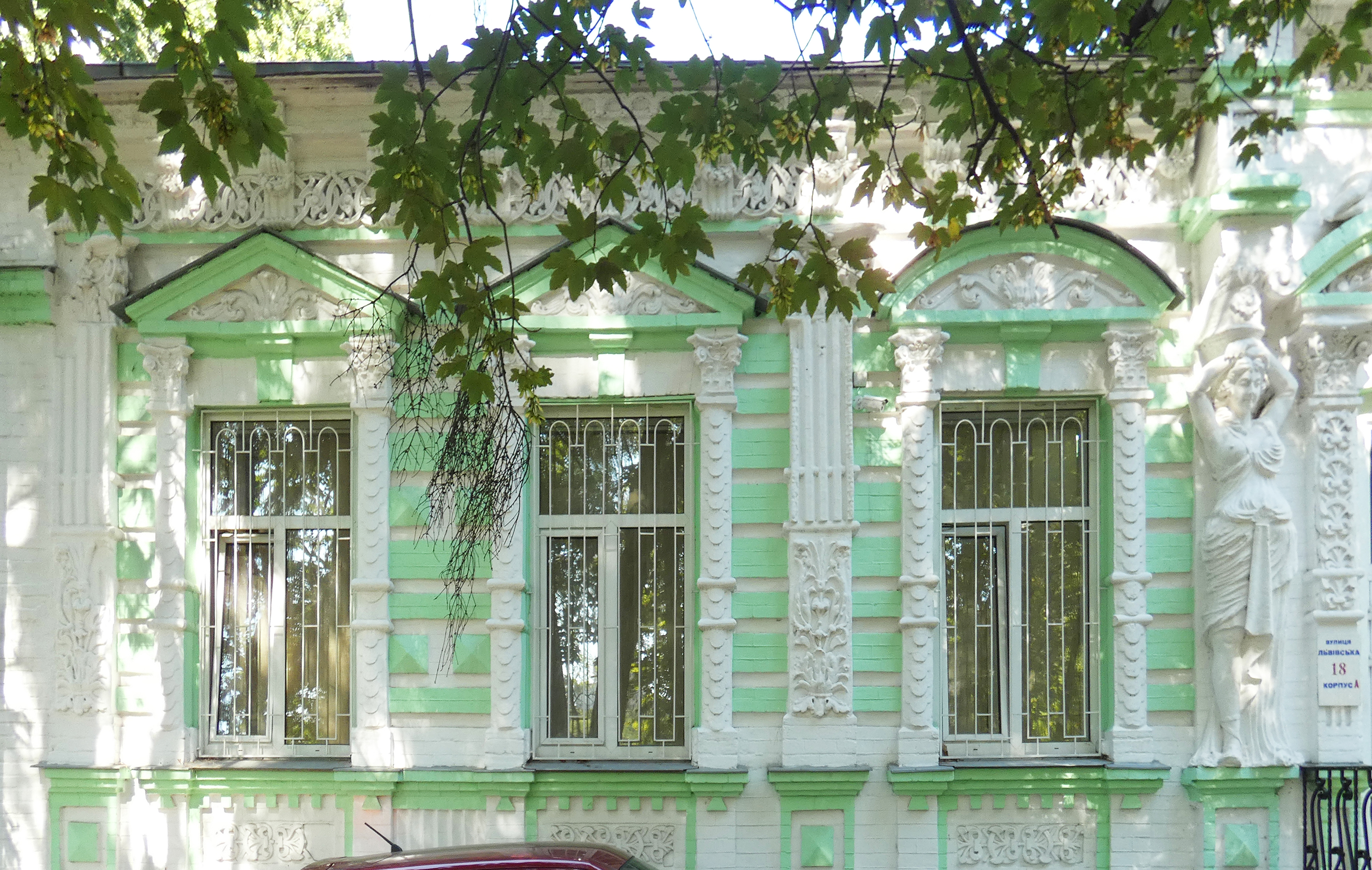
Вікна із сандриками

Дачна будівля розташована у глибині садиби. Одноповерховий, цегляний, прямокутний у плані будинок має пласкі перекриття і двосхилий дах.
Вирішений у формах «київського неоренесансу».
Чоловий фасад розчленовано шістьма прямокутними віконними прорізами і ще двома на пізніших прибудовах. По центру міститься портал парадного входу, фланкованого пілястрами і підкресленого трикутним фронтоном.
Підвищений трикутний фронтон спирається на фігури каріатид з іонічними капітелями.
Портал увінчаний лучковим сандриком, над яким зображені путті з картушем.
Вікна фланковані пілястрами з капітелями коринфського ордера й завершені лучковими і трикутними сандриками.
Фасад пишно прикрашений фризом, карнизом, підвіконними фільонками і міжвіконним рустуванням.
З боків розташовані пізніші прибудови з односхилим дахом, критим хвилястим шифером. Їхні фасади обкладені плиткою.
Після кількох реконструкцій було втрачене первісне оформлення інтер'єрів.

## Галерея

Декор
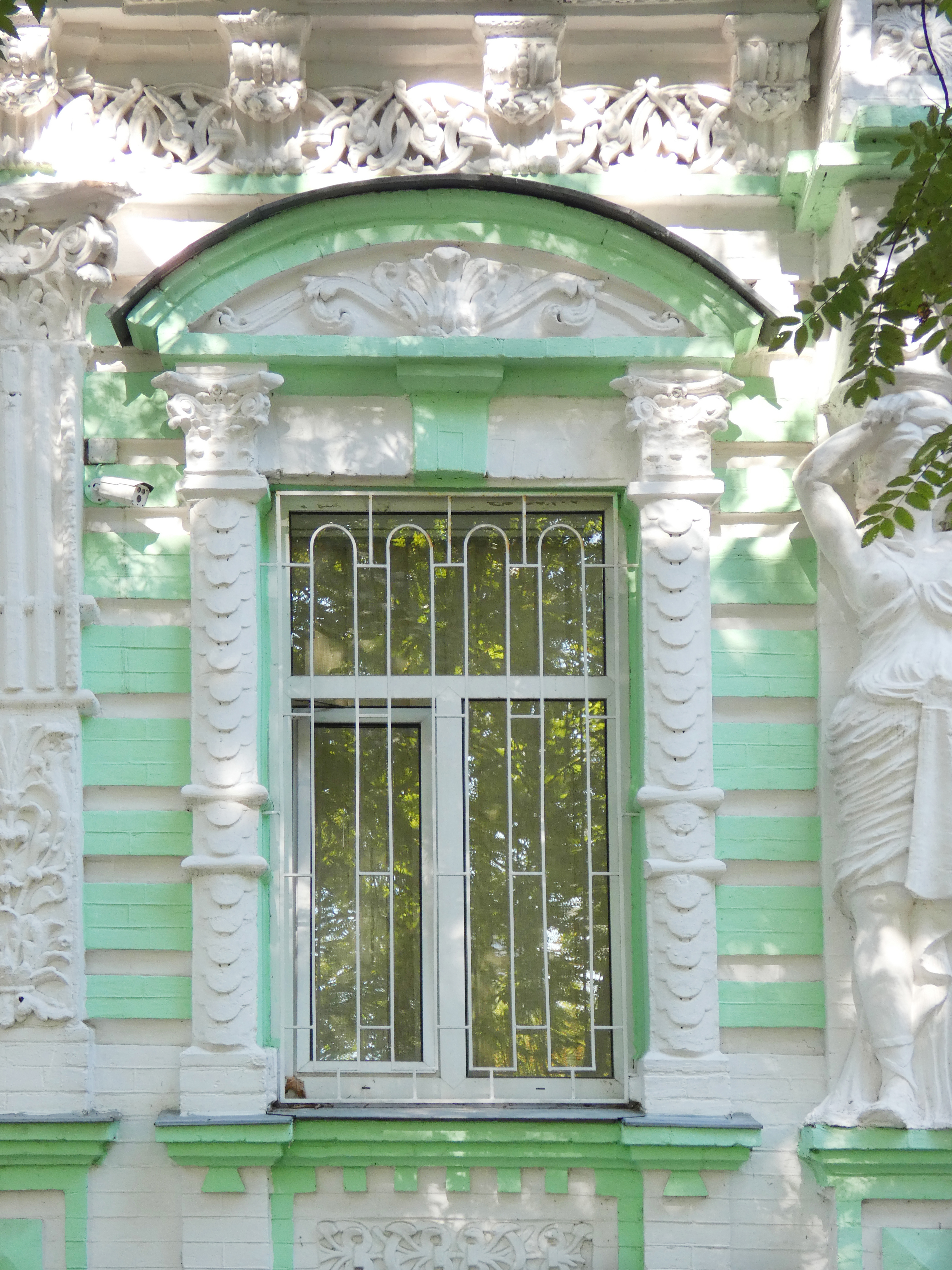
Вікно з лучковим сандриком
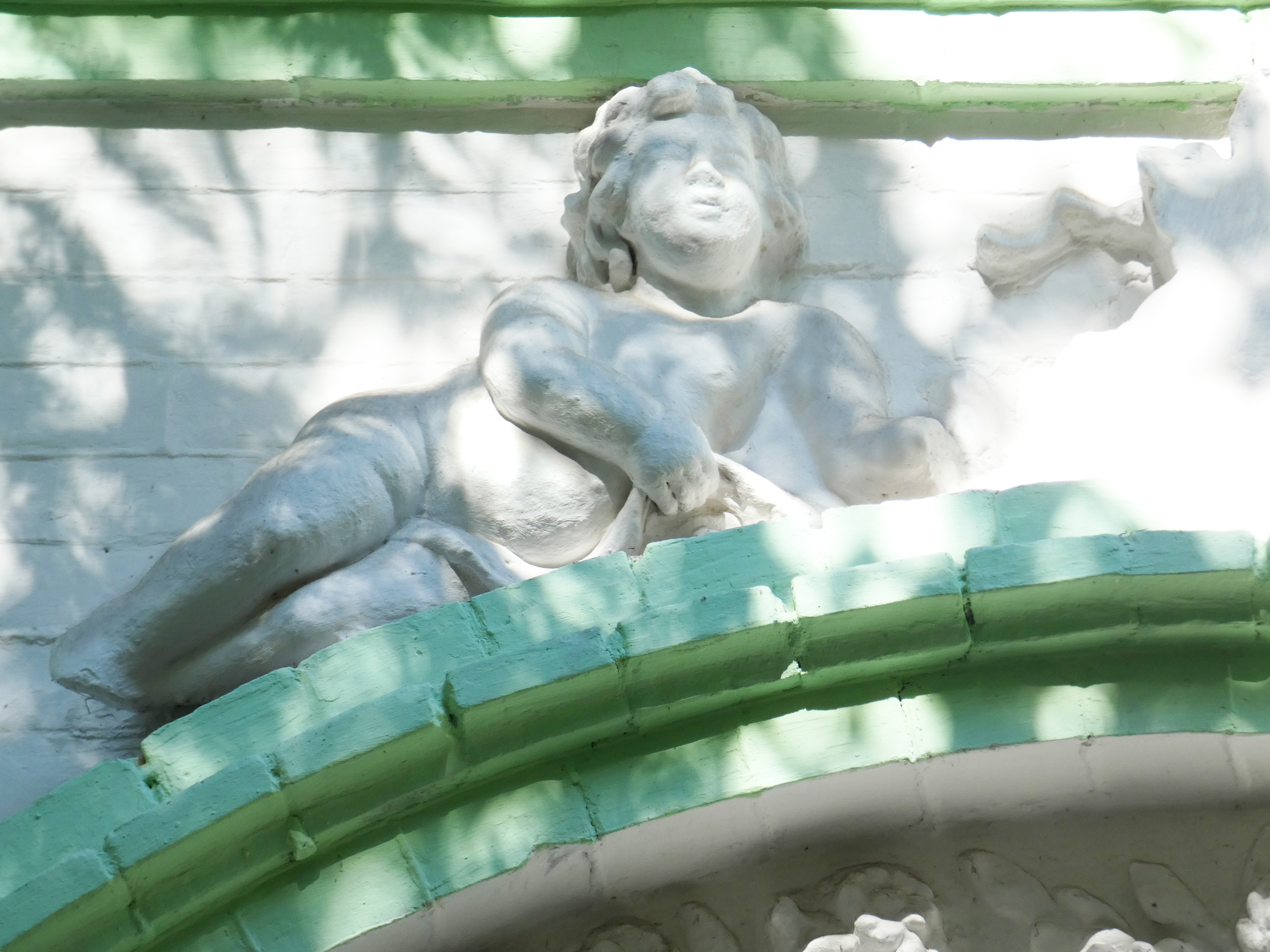
Путто
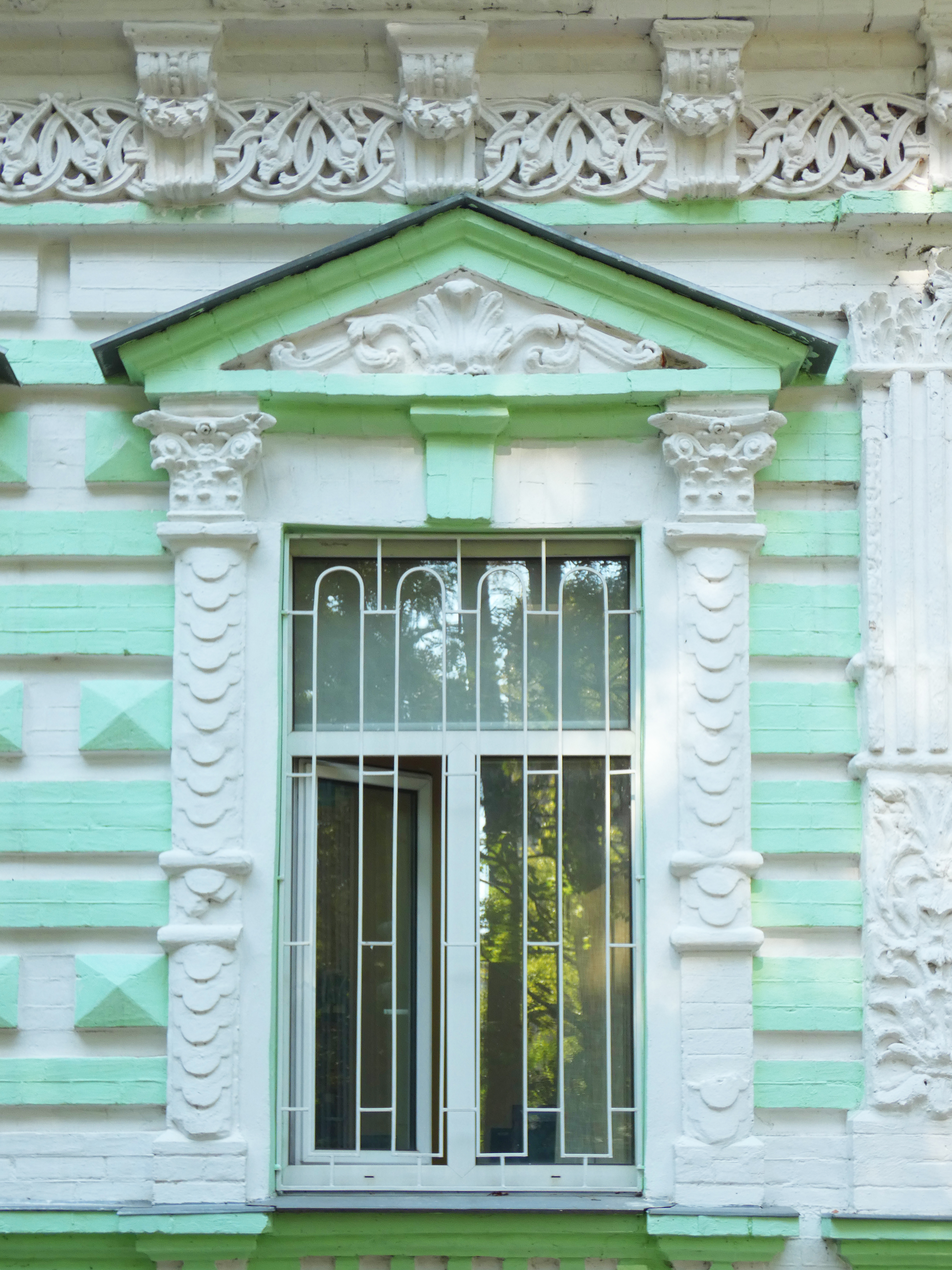
Вікно з трикутним сандриком

Каріатиди
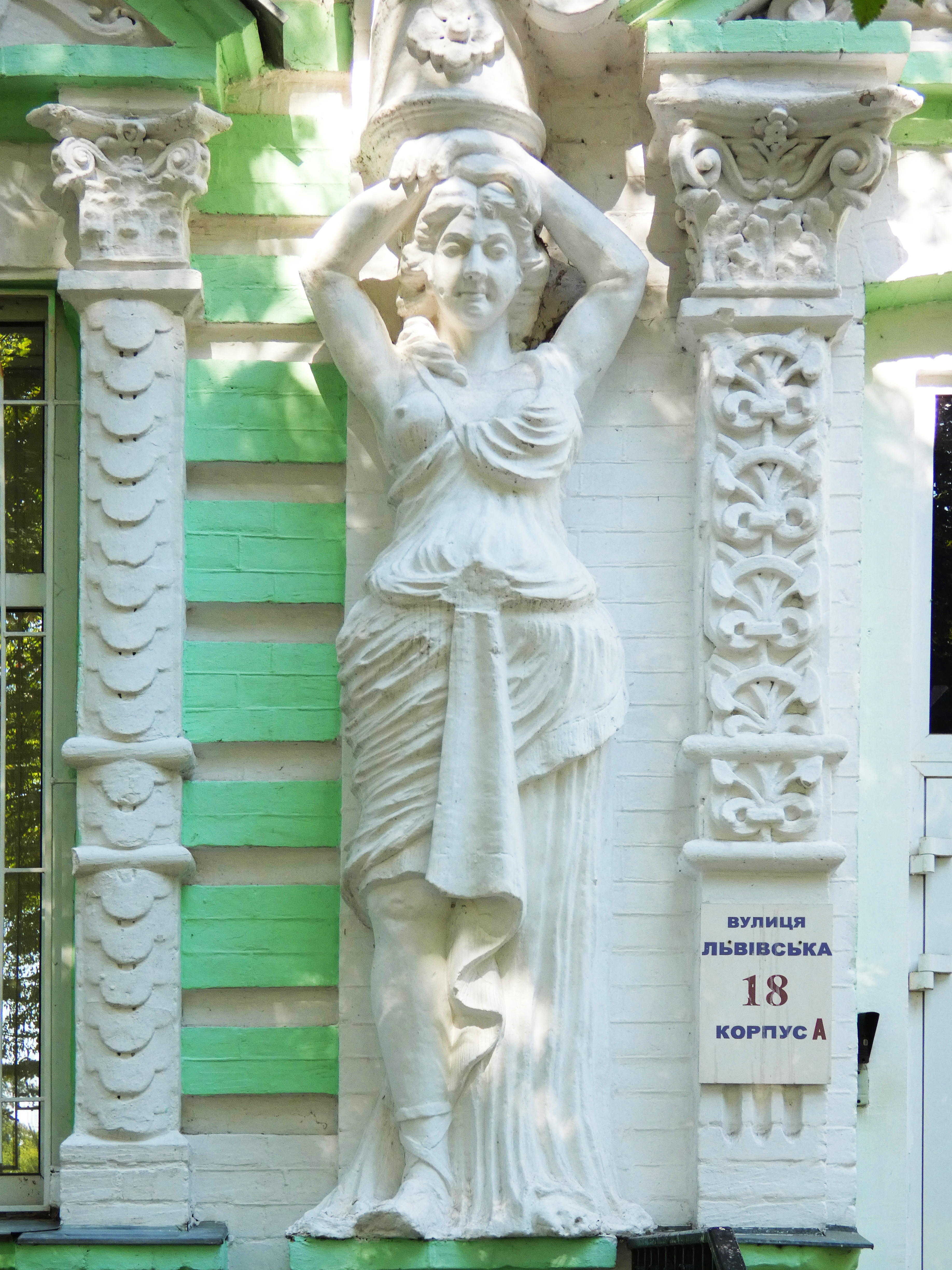
Ліва каріатида
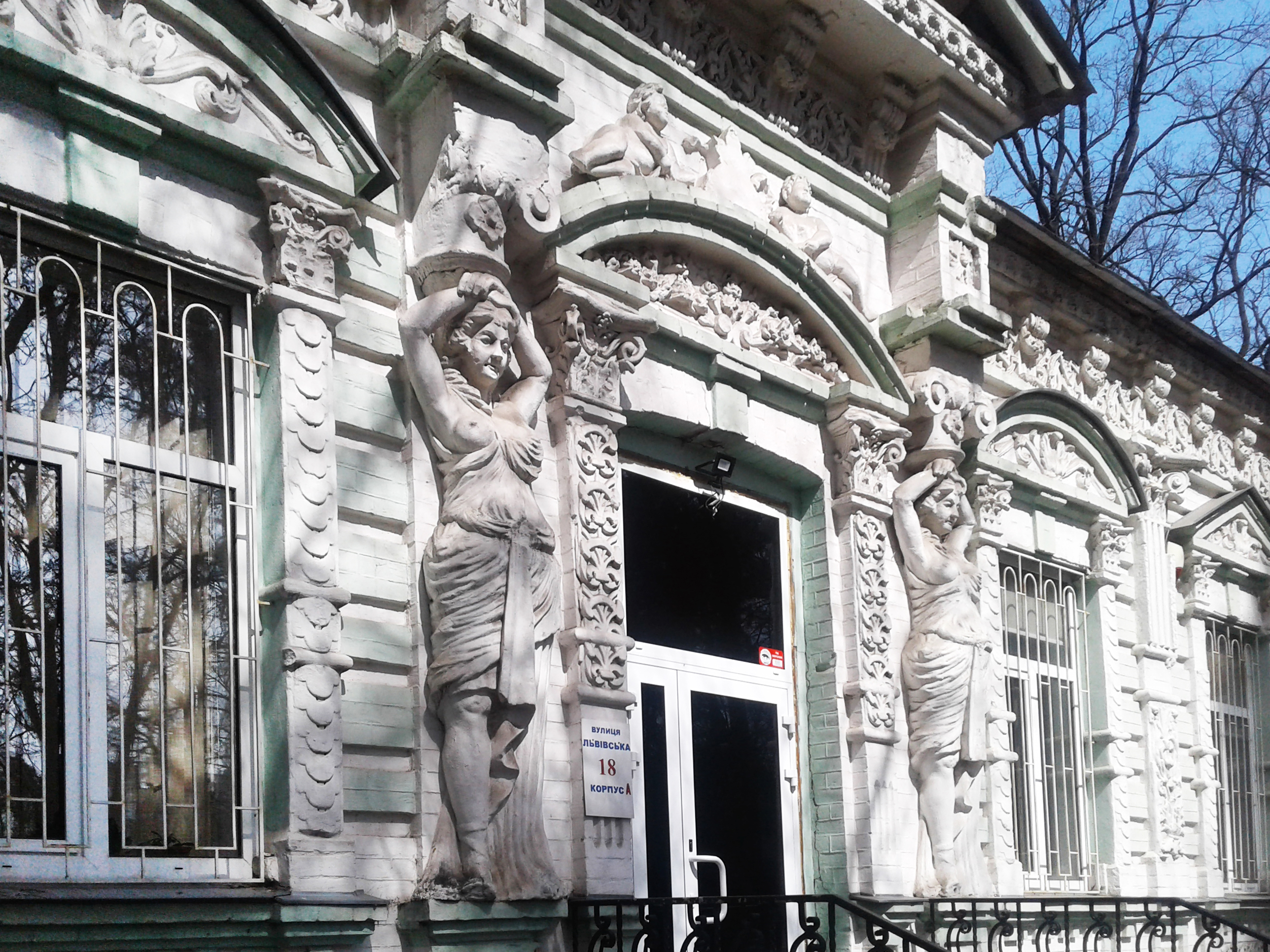
Вхід, фланкований фігурами каріатид
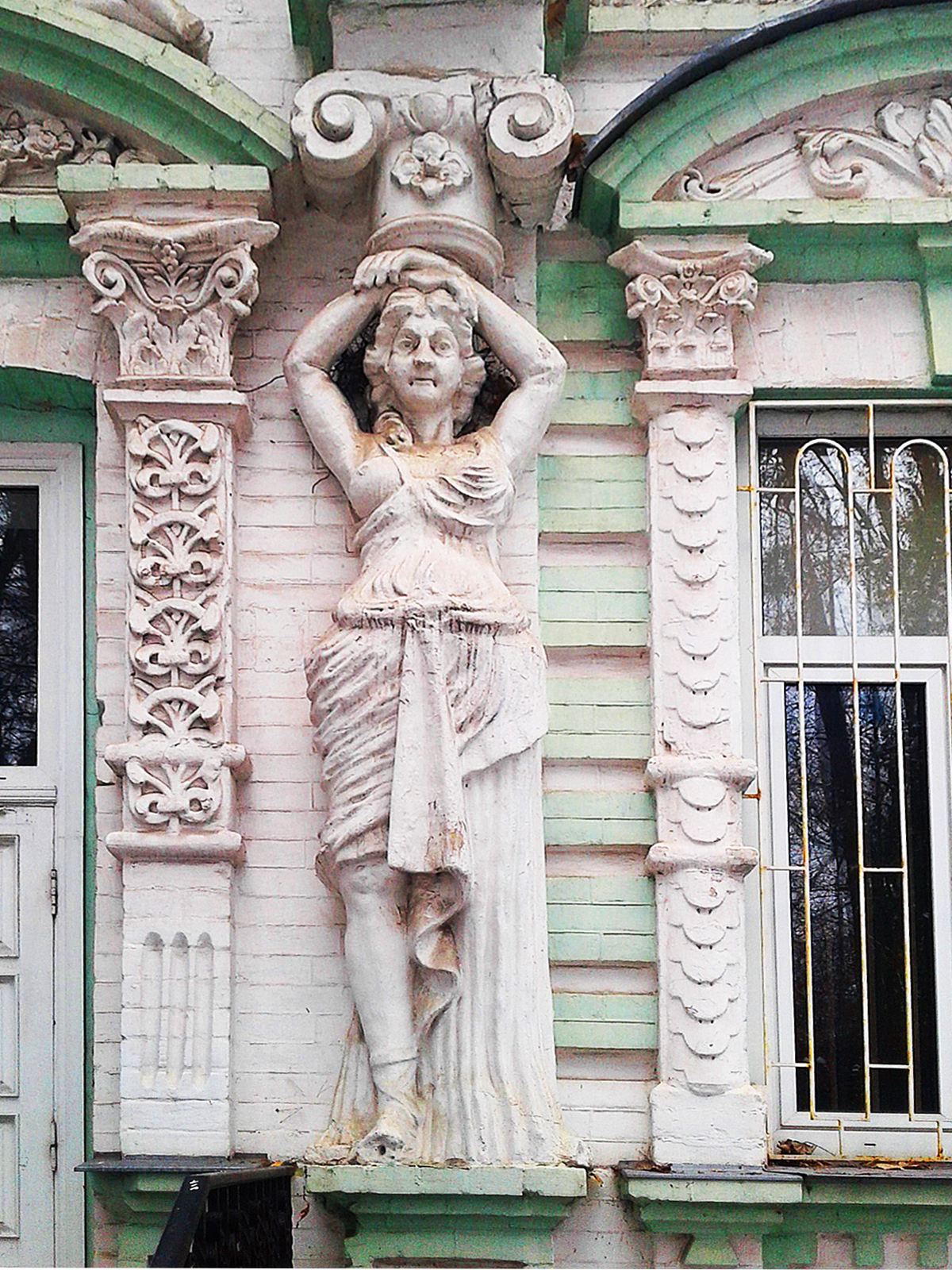
Права каріатида